# Сімочкін Василь Якович
Василь Якович Сімочкін (1895, село Вельяміново Карачевського повіту Орловської губернії, тепер Брянської області, Російська Федерація — розстріляний 10 березня 1939, Москва, Російська Федерація) — радянський партійний діяч, 1-й секретар Івановського обкому ВКП(б). Депутат Верховної Ради СРСР 1-го скликання (1937—1938).

## Біографія
Народився в родині селянина-бідняка. У квітні 1907 — жовтні 1908 року — наймит заможного селянина Пашина у селі Вельяміново. У 1908 році закінчив церковноприходську школу в селі Вельяміново Карачевського повіту Орловської губернії.
У лютому 1909 — грудні 1910 року — наймит у селі Цареводарка Бердянського повіту Таврійської губернії. У грудні 1910 — жовтні 1911 року — посудомий чайної у місті Бердянську Таврійської губернії.
У жовтні 1911 — квітні 1912 року — саночник шахти № 12 Берестово-Богодухівського рудника у районі міста Юзівки Катеринославської губернії.
У вересні 1912 — квітні 1914 року — кухонний робітник трактиру на Сінній площі у Харкові і трактиру «Пересип» в Одесі.
У червні 1914 — червні 1916 року — вибійник шахти № 4 Катерининського гірничого товариства на Риковському руднику Донбасу. У червні 1916 — листопаді 1917 року — вибійник шахти № 1 Катерининського гірничого товариства; вибійник шахти № 5 на Горшковському і Риковському рудниках Донбасу.
Член РСДРП(б) з серпня 1916 року.
У листопаді 1917 — лютому 1918 року — організатор, червоногвардієць Юзово-Макіївського загону Червоної гвардії. У лютому — травні 1918 року — організатор, агітатор РСЧА центрального штабу Донецько-Криворізького басейну.
У червні — серпні 1918 року — інструктор політпросвіти Карачевського повітового військкомату Орловської губернії. У серпні 1918 — лютому 1919 року — голова Карачевського повітового комітету бідноти Орловської губернії.
У лютому — квітні 1919 року — політбоєць, помічник військового комісара 4-го Задніпровського полку 3-ї Задніпровської бригади РСЧА. У квітні 1919 — грудні 1921 року — військовий комісар 403-го, 404-го і 401-го стрілецьких полків 45-ї стрілецької дивізії РСЧА. З грудня 1921 по лютий 1922 року лікувався у військовому госпіталі в Києві.
У лютому — квітні 1922 року — голова виконавчого комітету Малинської районної ради Київської губернії.
У квітні 1922 — вересні 1923 року — секретар Новоросійського кущового бюро КП(б)У в місті Юзівці Донецької губернії.
У вересні 1923 — червні 1925 року — студент робітничого факультету в місті Юзівці (Сталіно). У вересні 1925 — липні 1926 року — слухач курсів повітових партійних працівників при ЦК ВКП(б) у Москві.
У вересні 1926 — жовтні 1927 року — секретар Дорогобузького повітового комітету ВКП(б) Смоленської губернії.
У жовтні 1927 — вересні 1928 року — секретар Сичовського повітового комітету ВКП(б) Смоленської губернії.
У вересні 1928 — вересні 1929 року — секретар Сасовського повітового комітету ВКП(б) Рязанської губернії.
У вересні 1929 — лютому 1931 року — слухач курсів марксизму-ленінізму при ЦК ВКП(б) у Москві.
У березні — вересні 1931 року — секретар Новоросійського міського комітету ВКП(б) Північно-Кавказького краю.
У листопаді 1931 — квітні 1934 року — директор Московського підшипникового заводу № 34. Одночасно з квітня 1932 по квітень 1934 року — голова Краснопресненської районної Контрольної Комісії ВКП(б) — РСІ міста Москви.
У квітні 1934 — серпні 1937 року — 1-й секретар Краснопресненського районного комітету ВКП(б) міста Москви.
8 серпня 1937 — 10 липня 1938 року — 1-й секретар Івановського обласного комітету ВКП(б). З 8 серпня 1937 року входив до складу особливої трійки НКВС СРСР по Івановській області.
У липні 1938 року відкликаний у розпорядження ЦК ВКП(б) і скерований на навчання у Промислову академію імені Сталіна, з якої незабаром був відрахований.
26 листопада 1938 року заарештований органами НКВС. Обвинувачувався за статтями 58-7, 58-8, 58-11 Кримінального кодексу РРФСР. Засуджений до страти 10 березня 1939 року. Розстріляний у той же день, похований на Донському кладовищі Москви.
Реабілітований 25 серпня 1954 року. Відновлений посмертно у членах КПРС 8 травня 1956 року.

## Нагороди
- орден Червоного Прапора